# Renee Snyder
Renee Snyder (* 15. Dezember 1980 in Anaheim, Kalifornien) ist eine US-amerikanische Beachhandballspielerin auf der Position der vorrangig in der Offensive eingesetzten linken Flügelspielerin Nationalspielerin ihres Landes ist.

## Ausbildung und Karriere
Renee Snyder machte ihren High-School-Abschluss an der Mater Dei High School in Anaheim. Danach bezog sie zunächst die California State University, Dominguez Hills, anschließend die California State University, Long Beach. Seit ihrem Master-Abschluss arbeitet sie als Physiotherapeutin. Am College spielte sie Softball und wurde 2003 mit ihrer Mannschaft Meisterin der California Collegiate Athletic Association. Über eine Freundin kam Snyder zum Handball, wo sie sich dem nächstgelegenen Verein anschloss. Im Sommer wurde dort Beachhandball gespielt, was sie zu dieser Disziplin des Handballs brachte.

## Beachhandball
Seit 2018 ist Snyder, die wie der Großteil der US-Auswahlmannschaft für den Los Angeles THC aufläuft, Teil der US-Beachhandball-Nationalmannschaft. Bei ihrem ersten Turnier, der letztmals ausgetragenen Panamerikameisterschaften 2018 in Oceanside in Kalifornien verlief noch recht wenig erfolgreich, hinter den meisten Mannschaften Südamerikas und auch Mexikos platzierte sich die Mannschaft bei acht teilnehmenden Teams auf den sechsten Rang. Dennoch konnte die Mannschaft anschließend das erste Mal an den noch im selben Jahr ausgetragenen Weltmeisterschaften teilnehmen und wurde dort 14. 2019 folgten mit weitaus mehr Erfolg die erstmals ausgetragenen Nordamerika- und Karibikmeisterschaft in Chaguanas auf Trinidad und Tobago, gewann Snyder mit ihrer Mannschaft im Finale gegen Mexiko den Titel. Mit der Platzierung bei den kontinentalen Meisterschaften war auch die Qualifikation zu den World Beach Games 2019 in Doha erreicht worden. In Katar wurde sie mit ihrer Mannschaft Zehnte.
Danach dauerte es aufgrund der Corona-Pandemie bis 2022, dass Snyder zu weiteren Einsätzen im Nationaldress kam. Bei den Nor.Ca. Beach Handball Championships 2022 in Acapulco war sie das erste Mal seit 2018 nicht Teil der US-Mannschaft, gehörte aber zum erweiterten Kader. Die Qualifikation zu den Weltmeisterschaften 2022 in Iraklio auf Kreta wurde auch ohne sie ohne größere Probleme erreicht. In Griechenland gehörte Snyder wieder zum US.Kader. Hier zogen die USA dank eines Sieges über Vietnam nach der Vorrunde in die Hauptrunde ein, wo allerdings alle weiteren Spiele verloren wurden und die USA somit die Qualifikation für das Viertelfinale verpassten. Nach einer Niederlage gegen Ungarn und einem Sieg über Australien spielte die US-Mannschaft zum Abschluss erneut gegen Vietnam um den 13. Platz, unterlag dieses Mal aber im Shootout. Für die World Games in Birmingham (Alabama) war die US-Mannschaft als Gastgeber automatisch qualifiziert. Auch dieses Turnier wurde noch von der Pandemie überschattet, von den acht qualifizierten Teams konnten Dänemark und Vietnam nicht antreten. Durch Siege über Australien und Mexiko konnten sich die Spielerinnen der Vereinigten Staaten in der Jeder-gegen-Jeden-Vorrunde als Tabellenvierte für das Halbfinale qualifizieren. Dort erwiesen sich aber die amtierenden Weltmeisterinnen aus Deutschland ebenso als zu stark wie die Mannschaft Argentiniens im Spiel um die Bronzemedaille. Snyder bestritt alle sieben möglichen Spiele und erzielte 34 Punkte. Damit war sie hinter Christine Mansour und Ashley Van Ryn drittbeste Torschützin ihrer Mannschaft. In der Wertung der verlorenen Bälle, in der ihre Teamkameradin Courtney Heeley mit 26 vorn lag, platzierte sie sich allerdings auch auf dem mit Ine Erlandsen Grimsrud und Martine Welfler geteilten fünften Rang. Ihre 13 Ballverluste bedeuteten in jedem der Spiele fast zwei schwerwiegende Fehler zu Gunsten der gegnerischen Mannschaft.

## Erfolge
| World Games - 2022: 4. World Beach Games - 2019: 10. Weltmeisterschaften - 2018: 14. - 2022: 14. | Panamerikameisterschaften - 2018: 6. Nordamerika- und Karibikmeisterschaften - 2019: 1. |

## Belege und Anmerkungen
1. ↑  ATHLETE SPOTLIGHT: Renee Snyder, U.S. Women's Beach Handball Team. In: Facebook. USA Team Handball, 23. April 2020, abgerufen am 21. Januar 2023 (englisch).
2. ↑  Beach Handball - United States vs Argentina | Women's Group A Match | ANOC World Beach Games 2019. Abgerufen am 12. August 2022 (deutsch).
3. ↑  IHF | USA men and Mexico women celebrate continental beach handball titles. Abgerufen am 12. August 2022.
4. ↑  IHF | USA's 'Self' promotion on the sand. Abgerufen am 12. August 2022.
5. ↑  IHF | Debutants USA storm into last four on home sand in Birmingham. Abgerufen am 12. August 2022.
6. ↑  Steve Irvine | 07.16.22: U.S. Beach Handball teams fail to medal but make progress in World… Abgerufen am 12. August 2022 (amerikanisches Englisch).

| Personendaten    | Personendaten                            |
| ---------------- | ---------------------------------------- |
| NAME             | Snyder, Renee                            |
| KURZBESCHREIBUNG | US-amerikanische Handballspielerin       |
| GEBURTSDATUM     | 15. Dezember 1980                        |
| GEBURTSORT       | Anaheim, Kalifornien, Vereinigte Staaten |